# Tricyphona arctica
Tricyphona arctica är en tvåvingeart som först beskrevs av Paul Lackschewitz 1964.  Tricyphona arctica ingår i släktet Tricyphona och familjen hårögonharkrankar. Inga underarter finns listade i Catalogue of Life.